# Calcatodrillia
Calcatodrillia é um gênero de gastrópodes pertencente a família Pseudomelatomidae.

## Espécies
- Calcatodrillia chamaeleon Kilburn, 1988[2]
- Calcatodrillia hololeukos Kilburn, 1988[3]